# Joseph Raphson

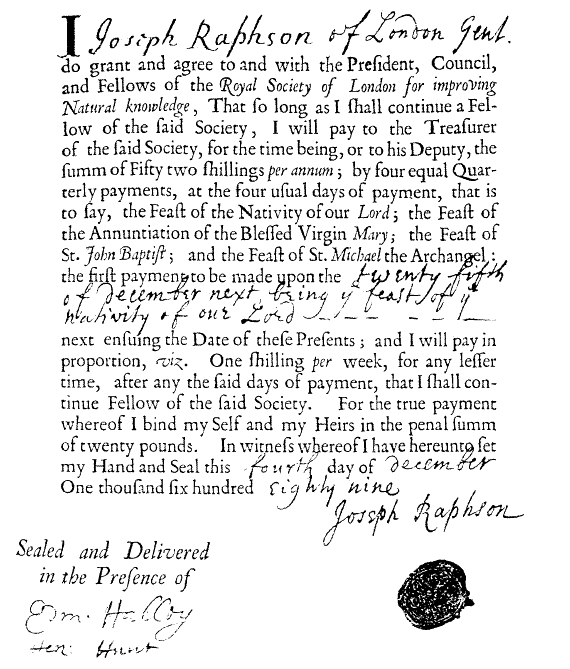
Obligacja podpisana przez Josepha Raphsona na jego wstęp do królewskiego społeczeństwa

Joseph Raphson – angielski matematyk znany jako współautor metody Newtona-Raphsona.
Mało wiadomo o jego życiu – nieznane są nawet dokładne daty jego narodzin i śmierci. Historyk Florian Cajori stwierdził, że przypuszczalne daty to 1648–1715.

## Życiorys
Raphson studiował w Jesus College na Uniwersytecie Cambridge, uzyskując tytuł magistra w roku 1692 . 30 listopada 1689 przyjął złożoną przez Edmonda Halleya propozycję członkostwa Royal Society.
Największą pracą Rahpsona jest Analysis Aequationum Universalis (łac. Analiza równania powszechnego), która została opublikowana w roku 1690. Przedstawił on w niej metodę nazwaną później metodą Newtona-Raphsona. Isaac Newton opisał bardzo podobny wzór w swoim dziele Method of Fluxions napisanym w 1671 roku, ale jego praca została opublikowana dopiero w roku 1736, a więc około 50 lat po analizie Raphsona. Jednak wersja Raphsona była dużo prostsza od rozwiązania Newtona i dlatego to raczej jego uważa się za jej autora.
Raphson zagorzale twierdził, że to Newton, a nie Gottfried Wilhelm Leibniz, był jedynym twórcą rachunku całkowego. Przetłumaczył z łaciny na język angielski Arithmetica Universalis Newtona. Raphson wydaje się być tym, który wymyślił słowo panteizm, w pracy De spatio reali (łac. Przestrzeń rzeczywista), która została opublikowana w 1697.